# Macowanites tomentosus
Macowanites tomentosus är en svampart som först beskrevs av J.W. Cribb, och fick sitt nu gällande namn av T. Lebel & Castellano 2002. Macowanites tomentosus ingår i släktet Macowanites och familjen kremlor och riskor.   Inga underarter finns listade i Catalogue of Life.